# Ir. D.F. Woudagemaal
Het Ir. D.F. Woudagemaal is een installatie voor waterverplaatsing nabij Tacozijl te Lemmer in de Nederlandse provincie Friesland. Dit grootste stoomgemaal ooit gebouwd werd in 1920 geopend en is nog steeds bedrijfsvaardig. Het wordt gemiddeld eenmaal per jaar gebruikt tijdens perioden dat het J.L. Hooglandgemaal bij Stavoren onvoldoende capaciteit kan leveren. Sinds 1998 staat het gemaal op de UNESCO-Werelderfgoedlijst.

## Geschiedenis
Het gemaal is in 1947 vernoemd naar ir. D.F. Wouda, hoofdingenieur van de Provinciale Waterstaat van Friesland. Hij ontwierp het in 1917-1918 gebouwde pand in een traditionele stijl met invloeden van het rationalisme.
Tijdens de bouw sloeg de bliksem in in de vrijstaande schoorsteen. De schoorsteen was net gereed gekomen, maar de bliksemafleider was nog niet aangebracht, omdat de specie daarvoor nog te nat was. De schoorsteen moest geheel afgebroken worden en weer opgebouwd.
Om het gemaal te voeden werd het Stroomkanaal gegraven, dat extra breed is om de hoeveelheid water te kunnen verwerken.
Het gemaal werd op 7 oktober 1920 geopend door koningin Wilhelmina.
Ter herinnering aan het 100-jarig bestaan is een vijf euro-herdenkingsmunt, het Woudagemaal Vijfje, met het portret van Koning Willem-Alexander gemaakt.

## Machines
Het door J.C. Dijxhoorn ontworpen machinepark werd geplaatst in 1919-1920. Dijxhoorn heeft een en ander uitgebreid beschreven in een artikel in "De Ingenieur".  Het werd gebouwd door de Machinefabriek Jaffa te Utrecht.
Het machinepark bestaat uit vier tandem-compound hoofdstoommachines van 500 IPK en acht tweezijdig aanzuigende centrifugaalpompen. Elke hoofdstoommachine is gekoppeld aan twee van deze pompen. Per twee hoofdstoommachines zijn er condensatie-inrichtingen opgesteld met elk een kleine tandem-compound stoommachine. In 1955 werden de zes kolengestookte Piedboeuf stoomketels vervangen door vier vlampijpketels van Werkspoor, die in 1967 op zware stookolie werden omgebouwd.

## Schoorsteen en ketels
De schoorsteen bij het gemaal heeft niet alleen tot doel om de rookgassen af te voeren, maar heeft vooral als functie trek te veroorzaken in de ketels. Door de trek wordt lucht aangezogen die nodig is voor de verbranding van de brandstof in de vuurkamer van de ketels. Maar ook zorgt deze trek ervoor dat de hete verbrandingsproducten door de rookkanalen in de ketel gezogen worden, zodat deze hete verbrandingsgassen in effectief contact komen met de wanden van de rookkanalen, waarachter het water, resp. de nog natte stoom zich bevindt. De gassen die onderaan de schoorsteen komen moeten nog een temperatuur van 200 graden hebben om een goede trek te kunnen veroorzaken.

## Inzet
Tot 1966 werd het gemaal gebruikt om het boezempeil van Friesland (het FZP) te verlagen. In dat jaar werd het J.L. Hooglandgemaal opgeleverd, sindsdien wordt het Ir. D.F. Woudagemaal nog gemiddeld eenmaal per jaar ingezet. Om het personeel vaardig te houden wordt het gemaal daarnaast tweemaal per jaar gepland onder stoom gezet. Door onder andere de klimaatverandering is de inzet van het gemaal bij langdurige en hevige regenval echter nog van belang voor het handhaven van het peil van de Friese boezem.
In de periodes dat het gemaal onder stoom staat, is het ook te bezoeken. Mensen kunnen dan de stoommachines aan het werk zien. Daarom wordt op de site van het gemaal vermeld wanneer het gemaal actief is, zodat mensen hiervoor tickets kunnen boeken.

## Werelderfgoed
Sinds 1998 staat het gemaal op de UNESCO-Werelderfgoedlijst. Het behoort tot de top 100 der Nederlandse rijksmonumenten.

## Afbeeldingen

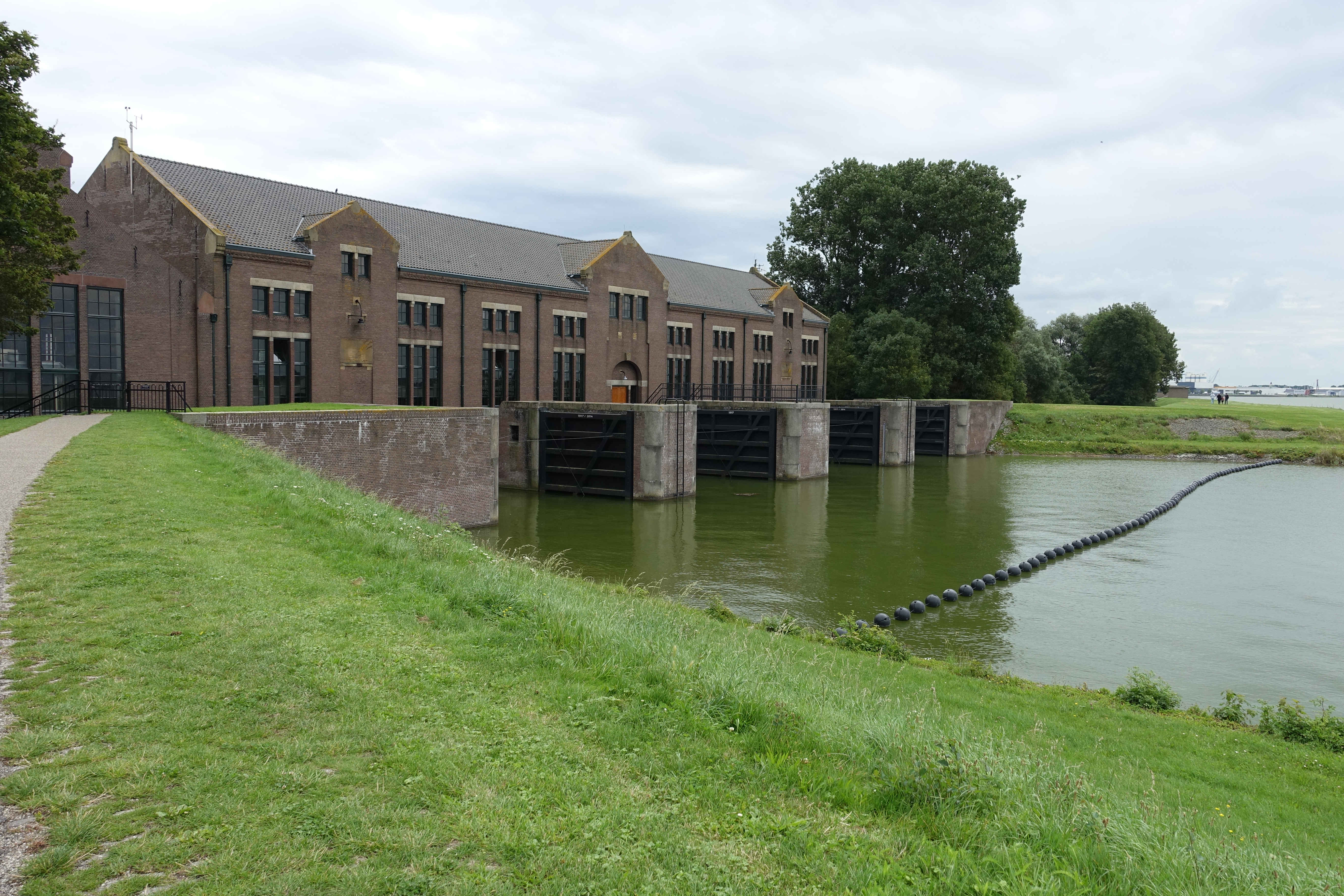
Woudagemaal zijde IJsselmeer
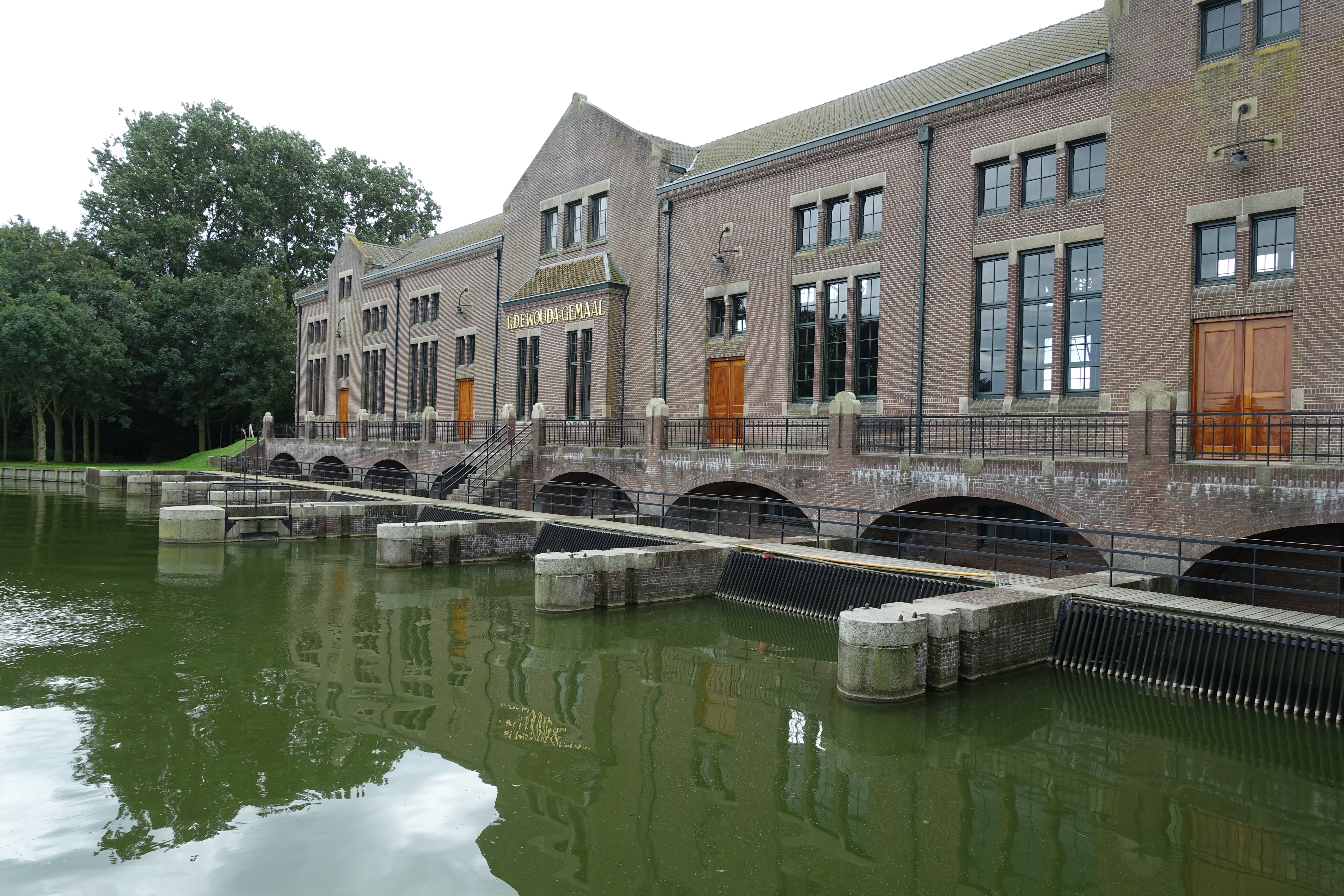
Zijde Stroomkanaal
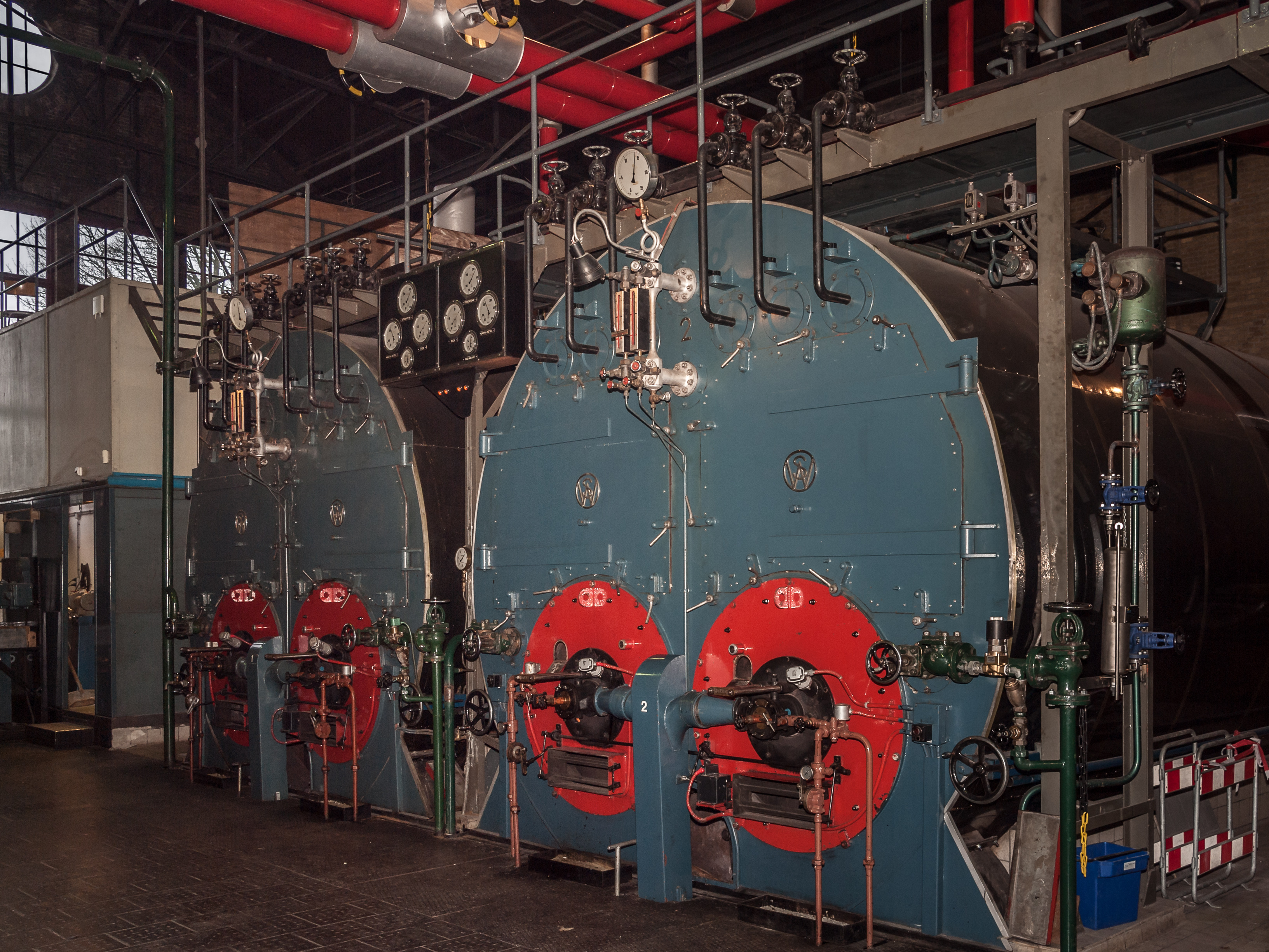
Stoomketels
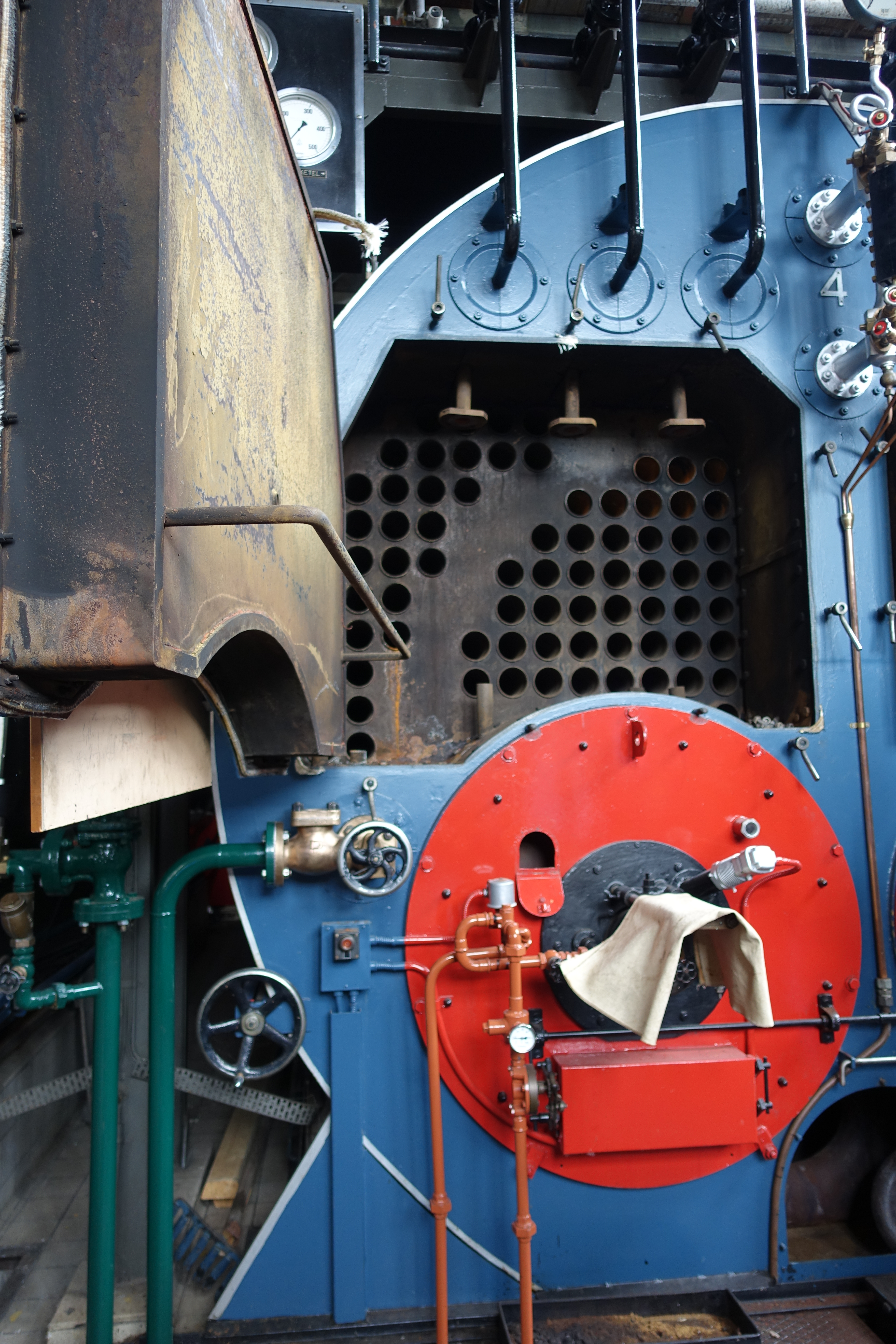
Detail ketel met de ronde rookkanalen
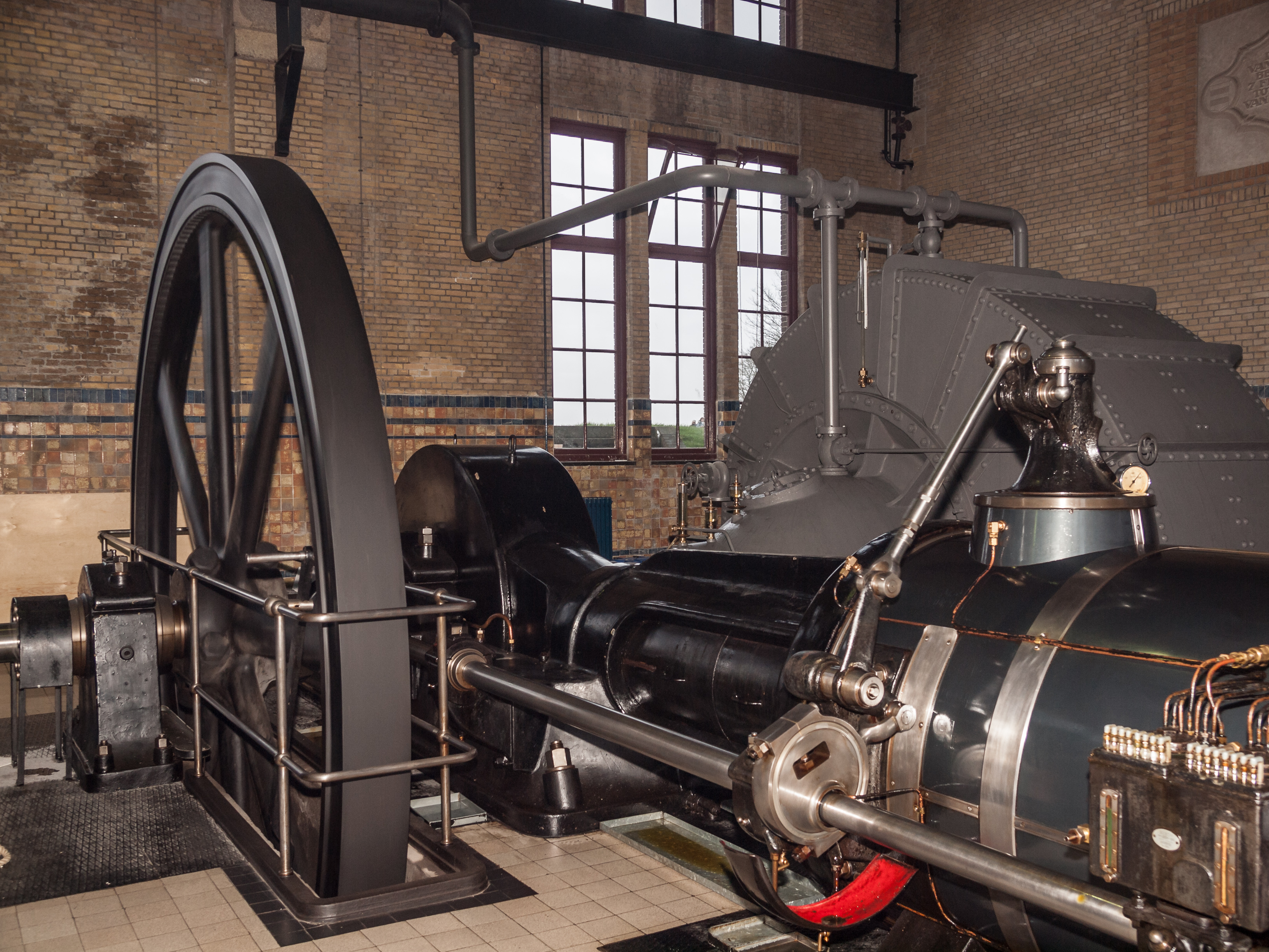
Werkende stoommachine
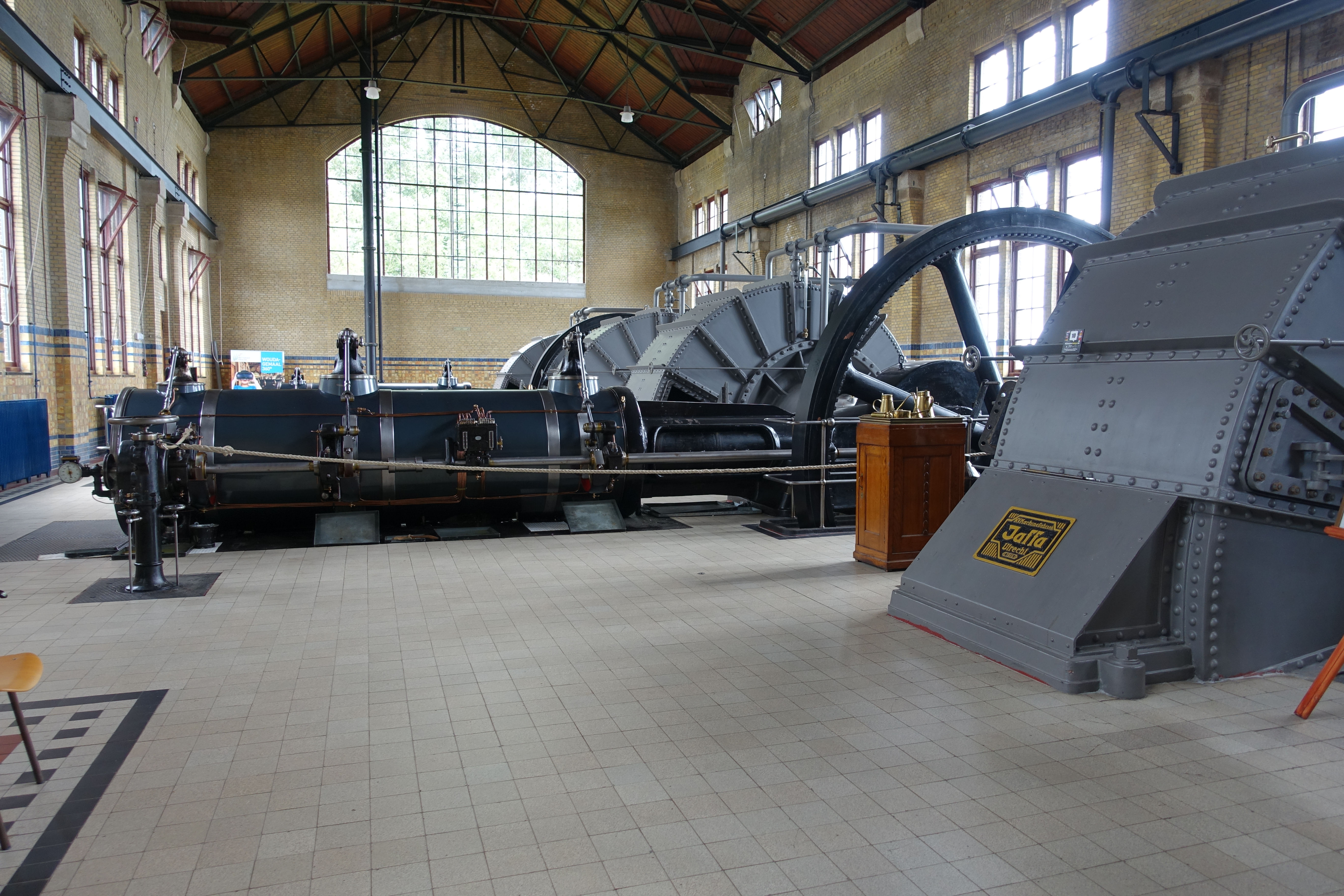
Tandemstoommachines met rechts de centrifugaalpompen en vliegwielen
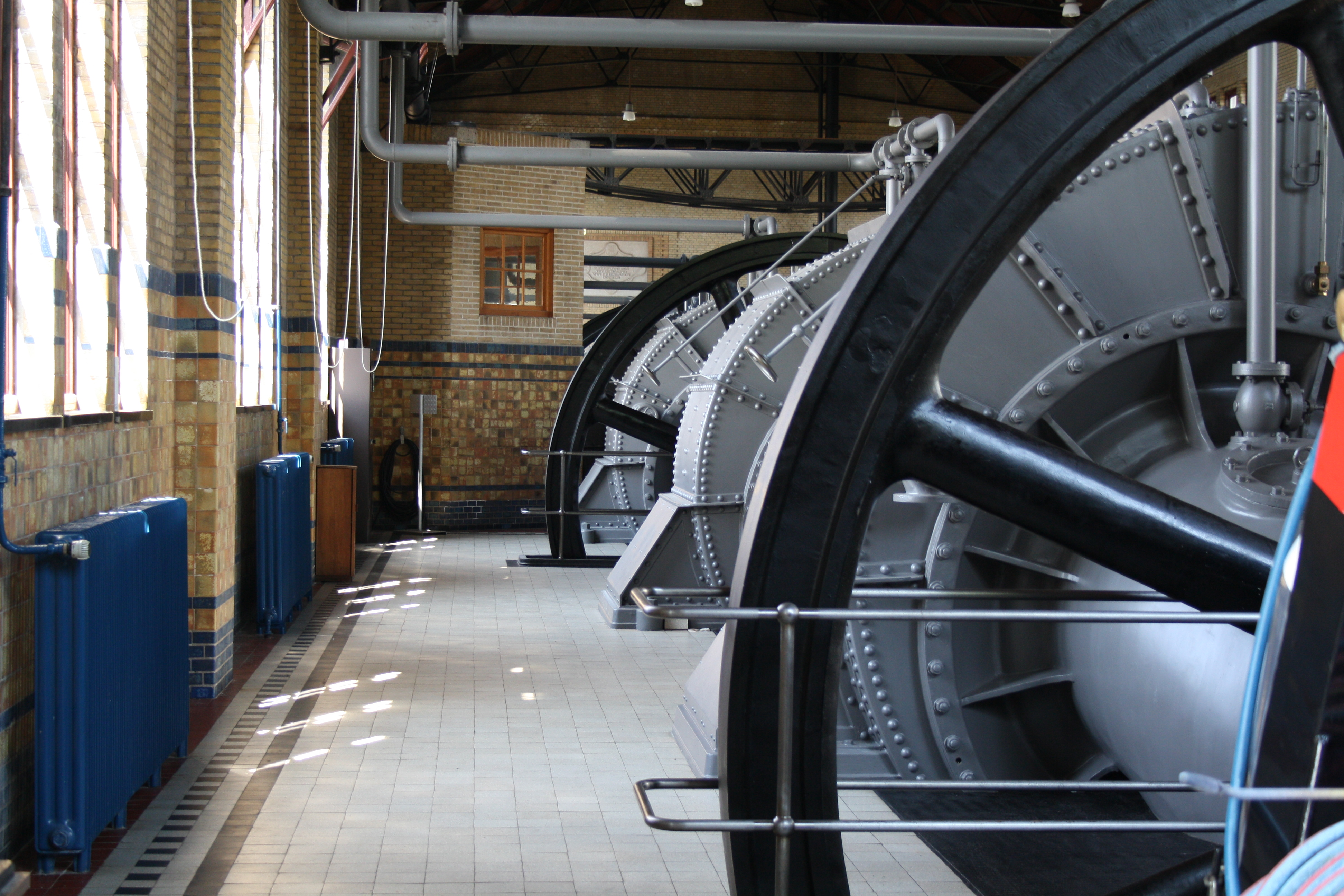
Schroefcentrifugaalpompen en vliegwielen
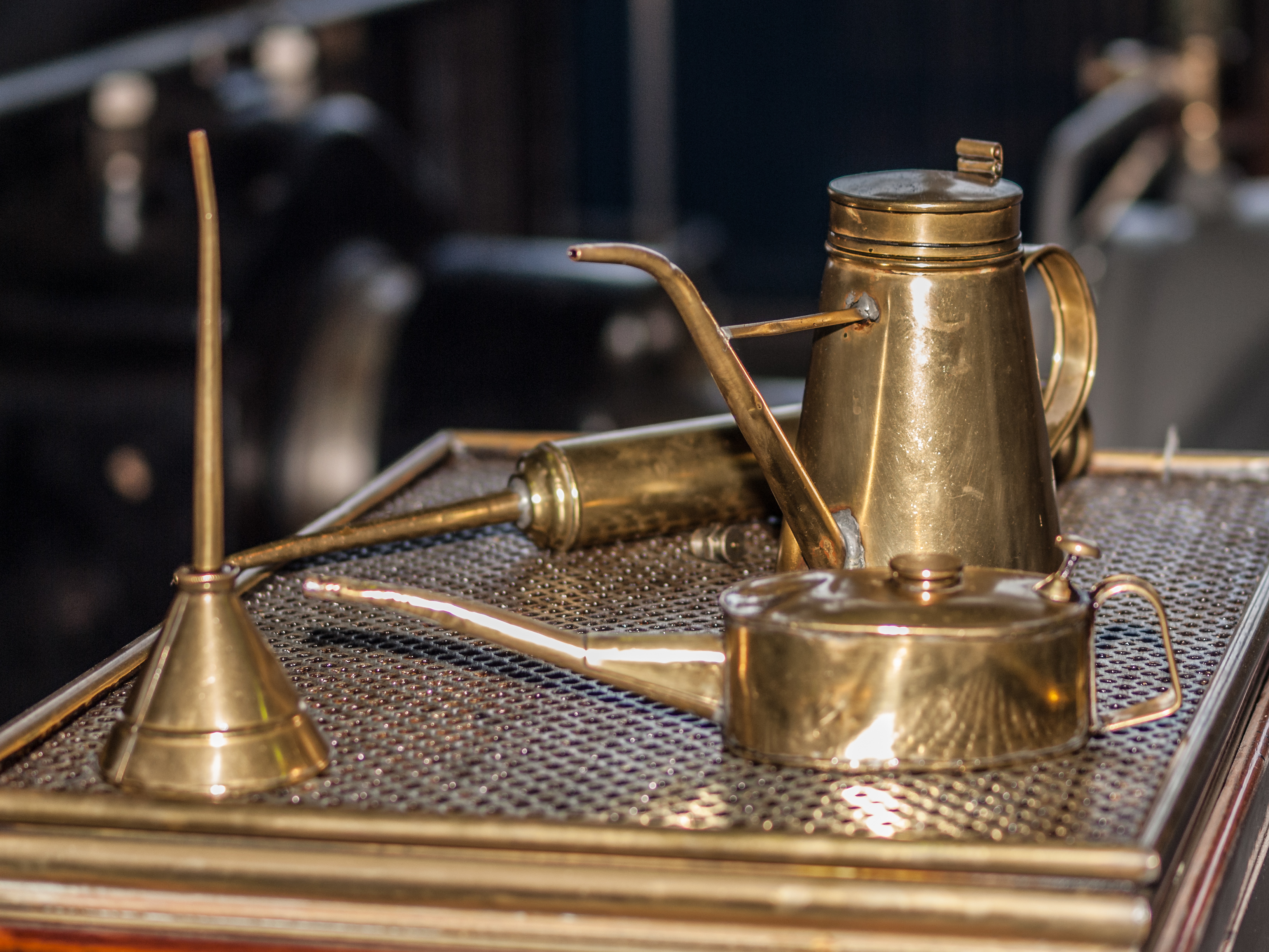
Oliekannen